# SWIFT-Nachricht
SWIFT-Nachrichten sind von der Society for Worldwide Interbank Financial Telecommunication (kurz SWIFT) standardisierte Datenformate für den Nachrichtenaustausch zwischen Kreditinstituten, Börsen, Wertpapier-Lagerstellen, anderen Finanzinstitutionen und auch großen Unternehmen anderer Branchen. Bisher werden fast ausschließlich die Message Types (kurz MT) der SWIFT-FIN-Anwendung (Financial Messaging) benutzt, die mit jährlichen Releases erweitert und an neue Anforderungen angepasst werden. Der Standard kommt auch in anderen Netzwerken zum Einsatz (z. B. Eurogiro).
Einige SWIFT-Nachrichtentypen sind in Deutschland Bestandteil des vom ZKA (heute DK) festgelegten Standards für elektronischen Zahlungsverkehr (DFÜ-Abkommen, FTAM, EBICS, HBCI, FinTS), insbesondere für Kontoauszüge (MT940).
Seit 2007 beginnt die Umstellung der MT-Nachrichtenformate auf XML-basierte Definitionen (MX-Nachrichten) nach dem Standard ISO 20022. Die seit 28. Januar 2008 genutzten SEPA-Nachrichten gehören jedoch nicht zu den MX-Nachrichten, da hier der Europäische Zahlungsverkehrsausschuss (EPC) für die Nachrichtendefinitionen im ISO-20022-Standard verantwortlich ist und nicht SWIFT. Die SEPA-Nachrichten werden für innereuropäische Überweisungen (in Euro) zum Nachrichtenaustausch – auch unabhängig von SWIFT – zwischen Kunden, Banken und Clearing-Systemen benutzt.

## Allgemeiner Aufbau von SWIFT-Nachrichten
Die SWIFT-FIN-Nachrichten enthalten nur Zeichen in einem eingeschränkten ASCII-Zeichensatz. Sie gliedern sich in 5 Blöcke, die jeweils in geschweiften Klammern eingeschlossen sind:
1. Basic Header Block
2. Application Header Block
3. User Header Block
4. Content Block
5. Trailer Block

Im SWIFT-Netz haben die MT-Nachrichten als Typbezeichnung immer eine dreistellige Nummer. Bekannte Beispiele sind:
- MT101 – Standardnachricht zur Beauftragung einer Überweisung Kunde an Bank
- MT103 – Standardnachricht für Kundenüberweisungen Bank an Kunde
- MT104 – Standardnachricht für Lastschriften
- MT200 – Standardnachricht für Bank-an-Bank-Zahlungen, z. B. einen Bankübertrag für eigenes Konto
- MT202 – Standardnachricht für Bank-an-Bank-Zahlungen
- MT502 – Standardnachricht für einen Kauf/Verkauf-Auftrag
- MT535 – Standardnachricht für einen Depotauszug
- MT940 – Standardisierter Aufbau für Kontoauszüge
- MT941 – Kontosaldo (aktuell)
- MT942 – Kontoumsätze (aktuell)
- MT999 – Freitext

## Nachrichtenkategorien –Message Types(MT)
Die erste Ziffer im Nachrichtentyp bestimmt eine der folgenden neun Nachrichtenkategorien:
| Message Type | Beschreibung                            |
| ------------ | --------------------------------------- |
| MT0xx        | System Message                          |
| MT1xx        | Kundenzahlungen                         |
| MT2xx        | Überträge zwischen Kreditinstituten     |
| MT3xx        | Devisen- und Geldhandel                 |
| MT4xx        | Inkassi und Kreditbriefe                |
| MT5xx        | Wertpapiere                             |
| MT6xx        | Edelmetalle und Konsortialgeschäfte     |
| MT7xx        | Dokumentenakkreditive und Garantien     |
| MT8xx        | Reiseschecks                            |
| MT9xx        | Cash Management und Kundeninformationen |

## Einzelne SWIFT-Nachrichten

### MT101
Die SWIFT-Nachricht MT101 dient zur Erteilung des Zahlungsauftrags zu Lasten eines bei einer anderen Bank geführten Kundenkontos.
Im Allgemeinen wird sie in den Fällen genutzt, in denen der Kunde keine Möglichkeit hat, mit der kontoführenden Bank direkt zu kommunizieren oder in den Fällen, in denen die Muttergesellschaft über die Kontoguthaben einer Tochtergesellschaft verfügt, deren Konten bei einer geografisch/funktionell nicht zugänglichen Bank geführt werden.
Codebeispiel
Die Datenfelder beginnen jeweils in einer neuen Zeile mit einem in Doppelpunkten eingeschlossenen Tag, das mit zwei Ziffern beginnt, eventuell gefolgt von einem Buchstaben für eine Variante der Feldbedeutung.
```
:20:MT101-Test
:28D:00001/00001
:30:040403
:21:Start B-Seq
:32B:EUR1,
:23E:CMTO
:50G:/Kontonummer
BANKDEM0XXX
:59A:/Kontonummer
BANKDEM0XXX
:71A:SHA

```

### MT103
Der MT103 ist der Standard-Datensatz im SWIFT-Netz für Kundenzahlungen. Der MT202 hingegen ist für Bank-an-Bank-Zahlungen reserviert.
Der MT103 löste den veralteten MT100 ab. Seit dem 18. November 2000 müssen alle SWIFT-Teilnehmer Nachrichten des Typs MT103 annehmen können, seit dem 15. November 2003 können keine Nachrichten des Typs MT100 mehr gesendet werden.
Im MT103 sind alle Daten enthalten, um Zahlungen an jeden Empfänger innerhalb des SWIFT-Netzes anzubringen.
Vom Nachrichtenformat MT103 gibt es zwei abgeleitete Nachrichtenformate, für die zusätzliche Bedingungen gelten:
- MT103+:
  - Diese Nachricht wird vor allem für Überweisungen innerhalb der EU verwendet. Die Angabe von Internationaler Bankkontonummer (IBAN) und BIC ist in solchen Nachrichten zwingend.
  - Jede gültige MT103+-Nachricht ist auch eine gültige MT103-Nachricht.
- MT103 REMIT

Für den näheren Aufbau siehe bitte unter Weblinks.

### MT202
Mit diesem Datensatz können die Banken untereinander, bilateral Überweisungen tätigen. Dieser Geldtransfer wird nur unter den Banken selbst verwendet. Somit scheidet diese Form der Geldübertragung für Endkunden aus.

### MT5xx
Da es unterschiedliche Befüllungsmöglichkeiten gibt, haben die Teilnehmer 1998 eine sogenannte Securities Market Practice Group (SMPG) gegründet, welche einheitliche Marktpraktiken definiert. Damit sollen die Geschäftsprozesse in der Wertpapierabwicklung vereinheitlicht werden, um den Automatisierungsgrad zu erhöhen.

## ISO 20022 MX
| MX Identifier   | Description                      |
| --------------- | -------------------------------- |
| acmt.xxx.xxx.xx | Account Management               |
| admi.xxx.xxx.xx | Administration                   |
| camt.xxx.xxx.xx | Cash Management                  |
| defp.xxx.xxx.xx | Derivatives                      |
| pacs.xxx.xxx.xx | Payments Clearing and Settlement |
| pain.xxx.xxx.xx | Payments Initiation              |
| reda.xxx.xxx.xx | Reference Data                   |
| seev.xxx.xxx.xx | Securities Events                |
| semt.xxx.xxx.xx | Securities Management            |
| sese.xxx.xxx.xx | Securities Settlement            |
| setr.xxx.xxx.xx | Securities Trade                 |
| trea.xxx.xxx.xx | Treasury                         |
| tsmt.xxx.xxx.xx | Trade Services Management        |